# A Discontented Woman
A Discontented Woman è un cortometraggio muto del 1910 diretto da Harry Solter. Il film era interpretato dall'attrice Florence Lawrence, moglie del regista.

## Produzione
Il film fu prodotto dall'Independent Moving Pictures Co. of America (IMP)

## Distribuzione
Il film - un cortometraggio in una bobina - uscì nelle sale statunitensi il 9 giugno 1910, distribuito dalla Motion Picture Distributors and Sales Company.